# Алатир (місто)
Ала́тир (рос. Алатырь, чув. Улатăр) — місто, центр та єдиний населений пункт Алатирського міського округу, центр Алатирського району Чувашії, Росія.

## Географія
Розташований в Середньому Поволжі, на лівому березі річки Сура, при впадінні в неї річки Алатир, за 195 км на південь від Чебоксар.

## Історія
Алатир є одним з найстаріших міст Чувашії. Він був заснований в 1552 році за указом Івана IV Грозного під час його походу на Казань як укріплений пункт для охорони кордонів Московського царства в гирлі річки Алатир на місці старого мордовського села «Ратор ош». Саме тут, цар Іван Грозний, уклав угоду з місцевими чувашськими, марійськими, мордовськими князями і старійшинами племен в 1552 році. Цей договір Алатир не згадується зовсім у всіх російських джерелах, але добре документований в місцевих казках і існував в письмовій формі.
У 1708 році пригородок Казані, приписаний до Казанської губернії, в 1714—1717 роках в Нижньогородській губернії, з 1717 року знову в Казанській губернії, з 1719 року центр провінції в Нижньогородській губернії. Статус міста отримав в 1780 році як повітове місто Симбірського намісництва (з 1796 року — Симбірська губернія). Алатир отримав економічне значення в 1894 році після того, як було збудовано залізницю Москва — Рязань — Казань.

## Населення
Населення — 38203 особи (2010; 43161у 2002).

## Відомі люди
У місті народилась Парфенова Зоя Іванівна (1920—1993) — військова льотчиця, Герой Радянського Союзу.